# Sarcinodes olivata
Sarcinodes olivata là một loài bướm đêm trong họ Geometridae.